# HMCS Amherst (1940)
HMCS Amherst (K148) (с англ. — «Его Величества Канадский Корабль «Амхерст»») — корвет типа «Флауэр», служивший в Королевском военно-морском флоте Канады в годы Второй мировой войны. Назван в честь города Амхерст канадской провинции Новая Шотландия. Во время войны нёс службу в составе Центральноокеанских конвойных сил. В 1945—1956 годах числился в составе Военно-морских сил Венесуэлы под названием «Федерасьон» (исп. ARV Federacion).

## Проект «Флауэр»

### Общее описание
Корветы типа «Флауэр», состоявшие на вооружении Королевского ВМФ Канады во время Второй мировой войны (такие, как «Амхерст»), отличались от более ранних и традиционных корветов с днишевыми колонками. Французы использовали наименование «корвет» для обозначения небольших боевых кораблей; некоторое время британский флот также использовал этот термин вплоть до 1877 года. В 1930-е годы в канун войны Уинстон Черчилль добился восстановления класса «корвет», предложив называть так маленькие корабли сопровождения, схожие с китобойными судами. Новому типу корветов было присвоено название «Флауэр»; корветам, как следовало из наименования этого типа, присваивали имена цветов.
Корветы, принятые на вооружение Королевским военно-морским флотом Канады, были названы преимущественно в честь канадских местечек, жители которых участвовали в строительстве кораблей. Эту идею отстаивал адмирал Перси Уокер Неллз. Компании, финансировавшие строительство, как правило, были связаны с местечками, в честь которых был назван каждый корвет. Корветы британского флота занимались сопровождением в открытом море, корветы канадского флота — береговой охраной (играя преимущественно вспомогательную роль) и разминированием. Позже канадские корветы были доработаны так, чтобы нести службу и в открытом море.

### Технические характеристики
Корветы типа «Флауэр» имели следующие главные размерения: длина — 62,5 м, ширина — 10 м, осадка — 3,5 м. Водоизмещение составляло 950 т. Основу энергетической установки составляла 4-тактная паровая машина тройного расширения и два котла мощностью 2750 л.с. (огнетрубные котлы Scotch у корветов программы 1939—1940 годов и водотрубные у корветов программы 1940—1941 годов). Тип «Флауэр» мог развивать скорость до 16 узлов, его автономность составляла 3500 морских миль при 12 узлах, а экипаж варьировался от 85 (программа 1939—1940 годов) до 95 человек (программа 1940—1941 годов).
Главным орудием корветов типа «Флауэр» было 102-мм морское орудие Mk IX. Зенитное вооружение состояло из спаренных 12,7-мм пулемётов Vickers и 7,7-мм пулемётов Lewis, позже заменённых на сдвоенные 20-мм пушки «Эрликон» и одиночные 40-мм орудия Mk VIII. В качестве противолодочного оружия использовались бомбосбрасыватели Mk II. Роль радиолокационного оборудования играли радары типа SW1C или 2C, которые по ходу войны были заменены на радары типа 271 для наземного и воздушного обнаружения, а также радары типа SW2C или 2CP для предупреждения о воздушной тревоге. В качестве сонаров использовались гидроакустические станции типа 123A, позже заменённые на типы 127 DV и 145.

## Строительство
«Амхёрст» заказан 24 января 1940 года в рамках программы строительства корветов типа «Флауэр» на 1939 и 1940 годы. Заложен 23 мая 1940 года компанией «Saint John Dry Dock and Shipbuilding Co. Ltd.» в Сент-Джоне (Нью-Брансуик). Спущен на воду 3 декабря 1940 года и принят в состав КВМФ Канады 5 августа 1941 года в Сент-Джоне. За время службы перенёс два крупных ремонта: 1 ноября 1943 года в Шарлоттауне на корвете был удлинён бак, а в сентябре 1944 года состоялся очередной ремонт в Ливерпуле (Новая Шотландия).

## Служба
С 22 августа 1941 года «Амхёрст» занимался сопровождением конвоев вплоть до ноября 1943 года. Во время сопровождения конвоя SC-107 впервые вступил в бой с немецкими подводными лодками. Командир корвета, лейтенант Луис Одетт во время боя занял марс, откуда вёл огонь по всплывшей немецкой субмарине. На следующую ночь во время погони за второй подлодкой у «Амхёрста» из-за нехватки энергии отключился сонар ASDIC, и контакт с подлодкой был потерян. Член экипажа корвета удостоился награждения медалью Британской империи за спасение трёх человек с горевшего корабля.
Позже корвет «Амхёрст» нёс службу в группе C4 Центральноокеанских конвойных сил (MOEF) в резерве. После ремонта и пребывания в Пикту (Новая Шотландия) корвет продолжил сопровождение конвоев до сентября 1944 года, после второго ремонта перебазировался на Бермуды и вошёл в состав эскортной группы C7, прибывшей в Великобританию.
16 июля 1945 года «Амхёрст» был исключён из списков канадского флота и продан, отправившись на стоянку в Сорель (Квебек). В 1946 году приобретён ВМС Венесуэлы и переименован в «Федерасьон». В 1956 году окончательно исключён из списков флота Венесуэлы, продан и разобран.

## Командиры
С момента принятия корвета «Амхерст» в состав КВМФ Канады и до завершения боевых действий Второй мировой войны в Европе корветом командовали следующие офицеры:
| Воинское звание     | Имя командира            | Оригинал имени               | Начало службы    | Конец службы     |
| ------------------- | ------------------------ | ---------------------------- | ---------------- | ---------------- |
| Лейтенант-коммандер | Александр Кит Янг        | Alexander Keith Young        | 5 августа 1941   | 20 ноября 1941   |
| Лейтенант           | Гарри Джордж Деньер      | Harry George Denyer          | 21 ноября 1941   | 19 сентября 1942 |
| Лейтенант-коммандер | Луис де ла Чеснайе Одетт | Louis de la Chesnaye Audette | 20 сентября 1942 | 24 мая 1944      |
| Лейтенант           | Дональд Макниш Фрейзер   | Donald McNeish Fraser        | 25 мая 1944      | 16 декабря 1944  |
| Лейтенант           | Кеннет Уильям Уимсби     | Kenneth William Wimsby       | 17 декабря 1944  | 11 июля 1945     |